# جوس دي باكر
جوس دي باكر (بالفرنسية: Jos De Bakker)‏ مواليد 27 مايو 1934 في بلجيكا، هو دراج بلجيكي. شارك في دورة الألعاب الأولمبية الصيفية.

## روابط خارجية
- جوس دي باكر على موقع أرشيف الدراجات (الإنجليزية)
- جوس دي باكر على موقع أوليمبيديا (الإنجليزية)